# کالج فلگلر
کالج فلگلر یک کالج خصوصی هنرهای لیبرال در سنت آگوستین، فلوریدا است. این دانشگاه در سال ۱۹۶۸ تأسیس شد و ۳۳ رشته در مقطع کارشناسی و یک رشته کارشناسی ارشد ارائه می‌دهد. همچنین دارای یک پردیس در تالاهاسی است.
مجموعه کتابخانه دانشگاه تقریباً شامل ۱۰۲۰۴۷ جلد چاپی، ۲۱۲۶۸۹ کتاب الکترونیکی، ۴۱۸۰ مورد سمعی و بصری، ۶۳۰ نشریه ادواری و ۵ روزنامه و همچنین تقریباً ۴۴۰۰۰ نشریه الکترونیکی تمام متن و ۵۰ پایگاه داده آنلاین است. دسترسی و استفاده از کتابخانه محدود به دانشجویان، اساتید و کارکنان کالج فلگلر است و بدون درخواست کتبی برای عموم آزاد نیست. با این حال، مجموعه‌های دیجیتال کتابخانه برای هر کسی که به اینترنت متصل است قابل دسترسی است.
در فوریه ۲۰۱۴، معاون کالج پس از اینکه مشخص شد نمرات آزمون و رتبه‌بندی دانشجویان را تغییر داده، استعفا داد تا وجهه، جایگاه و شهرت کالج از بین نرود. این گزارش حاکی از آن است که کالج از سال ۲۰۰۴ اطلاعات نادرست را به سازمان‌های مختلف از جمله وزارت آموزش ایالات متحده و سازمان‌های رتبه‌بندی مختلف گزارش می‌کرده‌است.